# Frank Van Den Bleeken
 (janvier 2015).
Frank Van Den Bleeken, né en 1962, est un détenu belge, connu pour une bataille judiciaire, demandant à être euthanasié en invoquant des souffrances psychologiques.

## Biographie
Frank Van Den Bleeken a été condamné pour plusieurs viols, et un meurtre commis le 1er janvier 1989, pour lesquels il a été déclaré irresponsable. Il a été interné 26 ans dans des institutions psychiatriques. 
S'estimant lui-même incurable et une menace pour la société, il avait refusé sa libération anticipée. Il estimait cependant ses conditions de détention inhumaines, et avait demandé à être transféré dans une institution néerlandaise qui prend en charge des détenus souffrant de sa pathologie. Le transfert vers les Pays-Bas ayant été refusé, il lance en 2011 une procédure pour obtenir son euthanasie, légalisée en 2002 en Belgique (voir Législation sur l'euthanasie et le suicide assisté par pays#Belgique). 
Les psychiatres ont conclu qu'il souffrait de manière insupportable et qu'il ne pourrait pas être réellement soigné. Le 15 septembre 2014, la cour d'appel de Bruxelles accepte sa demande,. La date de l'euthanasie avait été fixée au 11 janvier 2015, dans l'aile médicale de la prison de Bruges.
Le 6 janvier 2015, les médecins traitants décident d'arrêter la procédure d'euthanasie. Frank Van Den Bleeken devrait être transféré au Centre Psychiatrique légal de Gand, avec la possibilité de transfert vers les Pays-Bas.

## Réactions concernant l'euthanasie

### Les réactions des opposants à l'euthanasie
Vincent Morel, président de la Société française d'accompagnement et de soins palliatifs déclare : « C’est la preuve que toute loi sur la mort assistée s’étend à des situations très éloignées de la médecine ».

### Les réactions des partisans de l'euthanasie
ULteam, une équipe de spécialistes proposant des consultations sur la fin de vie déclare « Pour aboutir à l’euthanasie, il faut toujours être sûr qu’on a tout fait pour soulager la souffrance. Or, dans le cas de cet interné, ce n’est pas le cas : on ne lui a pas donné le choix. Il a demandé son transfert vers un hôpital psychiatrique, aux Pays-Bas, spécialisé dans ce type de profil. Sa demande a été rejetée. C’est parce que cette piste-là s’est fermée qu’il a poursuivi ses demandes d’euthanasie, il ne lui reste plus que ça. »

## Suites
En septembre 2014, alors que la demande de Frank Van Den Bleeken était acceptée, quinze autres détenus internés se manifestent auprès de l'ULteam pour communiquer leur intention d'obtenir également l'euthanasie,.